# Tomás Mejías
Pour les articles homonymes, voir Mejías.
Tomás Mejías Osorio (né le 30 janvier 1989 à Madrid) est un footballeur espagnol, évoluant au poste de gardien à l'Ankaraspor.

## Carrière
En 2001, Mejías rejoint le CD Coslada à l'âge de 12 ans. Il fait ses débuts professionnels lors de la saison 2007-2008, jouant dix-huit matchs en faveur du Real Madrid Castilla, en troisième division.
L'entraîneur de l'équipe première, José Mourinho, décidant de reposer Iker Casillas, Mejías est sélectionné pour un match de Liga à domicile contre Getafe, le 10 mai 2011. Il remplace un autre jeune gardien, Antonio Adán, pour les dix dernières minutes d'une victoire à domicile 4-0.
Le 12 février 2014 il rejoint Middlesbrough en prêt, et rejoint le club de manière permanente le 4 juillet 2014. Cantonné à un poste de remplaçant pendant quatre ans, il est libéré après la saison 2017-2018 et s'engage avec l'Omonia Nicosie, découvrant le Championnat de Chypre au poste de numéro un. 
Le 4 juillet 2019, il rejoint de nouveau Middlesbrough.
L'11 septembre 2020, il est prêté à Dinamo Bucharest.
Le 22 janvier 2021, il rejoint Ankaraspor.

## Statistiques
| Saison                | Club                    | Championnat           | Championnat | Championnat | Coupe(s) nationale(s) | Coupe(s) nationale(s) | Total | Total |
| Saison                | Club                    | Division              | M.          | B.          | M.                    | B.                    | M.    | B.    |
| 2010-2011             | Real Madrid             | Liga BBVA             | 1           | 0           | 0                     | 0                     | 1     | 0     |
| 2011-2012             | Real Madrid Castilla    | Segunda División B    | 15          | 0           | 2                     | 0                     | 17    | 0     |
| 2012-2013             | Real Madrid Castilla    | Liga Adelante         | 26          | 0           | 0                     | 0                     | 26    | 0     |
| 2013-2014             | Real Madrid Castilla    | Liga Adelante         | 0           | 0           | 0                     | 0                     | 0     | 0     |
| Sous-total            | Sous-total              | Sous-total            | 42          | 0           | 2                     | 0                     | 44    | 0     |
| 2013-2014             | Middlesbrough FC (prêt) | Championship          | 1           | 0           | 0                     | 0                     | 1     | 0     |
| 2014-2015             | Middlesbrough FC        | Championship          | 7           | 0           | 3                     | 0                     | 10    | 0     |
| 2015-2016             | Middlesbrough FC        | Championship          | 0           | 0           | 4                     | 0                     | 4     | 0     |
| Sous-total            | Sous-total              | Sous-total            | 8           | 0           | 7                     | 0                     | 15    | 0     |
| Total sur la carrière | Total sur la carrière   | Total sur la carrière | 50          | 0           | 9                     | 0                     | 59    | 0     |

## Palmarès
- Vice-champion d'Espagne en 2011 avec le Real Madrid CF.
- Champion d'Espagne de division 3  en 2012 avec le Real Madrid Castilla.
- Jeux méditerranéens : médaille d'or en 2009 avec l'équipe d'Espagne -20 ans.